# 岳起
岳起（穆麟德轉寫：yoki，？—1803年），字小瀛，鄂濟氏，滿洲鑲白旗人。乾隆三十六年舉人，經保舉授為筆帖式。連續提升為戶部員外郎、翰林院侍講學士、詹事府少詹事。有「岳青天」之稱。

## 延伸阅读
[在维基数据编辑]
 《清史稿·卷359》，出自趙爾巽《清史稿》